# Люфінген
Люфінген (нім. Lufingen) — громада  в Швейцарії в кантоні Цюрих, округ Бюлах.

## Географія
Громада розташована на відстані близько 110 км на північний схід від Берна, 14 км на північ від Цюриха.
Люфінген має площу 5,2 км², з яких на 15,3% дозволяється будівництво (житлове та будівництво доріг), 47,5% використовуються в сільськогосподарських цілях, 36,7% зайнято лісами, 0,6% не є продуктивними (річки, льодовики або гори).

## Демографія
2019 року в громаді мешкало 2417 осіб (+37,2% порівняно з 2010 роком), іноземців було 19,1%. Густота населення становила 467 осіб/км².
За віковим діапазоном населення розподілялося таким чином: 23,3% — особи молодші 20 років, 64,5% — особи у віці 20—64 років, 12,2% — особи у віці 65 років та старші. Було 957 помешкань (у середньому 2,5 особи в помешканні).
Із загальної кількості 407 працюючих 17 було зайнятих в первинному секторі, 109 — в обробній промисловості, 281 — в галузі послуг.